# 崔鍾瑭
崔鍾瑭，字三采，清朝地方官员。同進士出身。
雍正元年（1723年），登癸卯恩科进士，授江西贛縣知县。